# Йосиф Станєвський
Йосиф Станєвський (біл. Іосіф Станеўскі; нар. 4 квітня 1969, с. Занявічи Гродненського району Гродненської області) — білоруський римо-католицький єпископ; єпископ-помічник Гродненської дієцезії і титулярний єпископ Табаїкари (2013—2021); з 14 вересня 2021 року — архієпископ-митрополит Мінсько-Могильовської архідієцезії.

## Біографія
Народився 4 квітня 1969 року в с. Занявічи Гродненської області. У 1990 році став одним із перших семінаристів новозаснованої Гродненської вищої духовної семінарії. Висвячений на священника 17 червня 1995 року. Того ж року був призначений вікарієм парафії св. Вацлава у Вовковиську. Після року душпастирської праці його направили до Люблінського католицького університету (Польща), де отримав ступінь магістра з канонічного права. У 1999 році був призначений викладачем та префектом Вищої духовної семінарії в Гродно. З 2000 року — суддя, а з 2005 року — віце-офіціал Міждієцезального церковного суду в Гродно. З 2004 року викладав канонічне право в Катехитичному інституті в Гродно.
23 червня 2005 року призначений ректором Гродненської вищої духовної семінарії. Член Єпископської ради та Ради консультантів Гродненської дієцезії. У 2007—2013 роках він був відповідальним за душпастирську формацію молодих священників у Гродненській дієцезії. З 2009 року був координатором душпастирства покликань. У 2012 році призначений капеланом Його Святості.

## Єпископ
29 листопада 2013 року Папа Римський Франциск призначив о. Йосифа Станєвського єпископом-помічником Гродненської дієцезії. 1 лютого 2014 року отримав єпископські свячення. 3 червня 2015 року Конференція Католицьких Єпископів Білорусі обрала єпископа Йосифа Станєвського своїм Генеральним секратарем.
14 вересня 2021 року Папа Франциск призначив єпископа Йосифа Станєвського архієпископом-митрополитом Мінсько-Могильовської архідієцезії.